# Preuves, Programmes et Systèmes
Preuves, Programmes et Systèmes (PPS) est une unité mixte de recherche (UMR 7126) de logique informatique appartenant à l'université Paris-Diderot et au Centre national de la recherche scientifique dont le directeur est Thomas Ehrhard. Elle est rattachée à l'Institut des sciences informatiques et de leurs interactions (INS2I) et à l'Institut de sciences mathématiques et de leurs interactions (INSMI) du CNRS. En janvier 2016, le Laboratoire d'informatique algorithmique: fondements et applications et l'unité de recherche Preuves, Programmes et Systèmes fusionnent pour former l'Institut de Recherche en Informatique Fondamentale (IRIF).

## Thématiques de recherche
Les recherches du laboratoire sont principalement axées sur les fondements logiques des langages de programmation et des systèmes distribués. Ainsi de très variés et nombreux domaines de recherche : théorie de la démonstration, théorie des catégories, homologie, homotopie, probabilités.

## Activité
Le laboratoire organise séminaire régulier sur des thématiques diverses de la recherche fondamentale en informatique.
De nombreuses personnalités sont membres du laboratoire telles que Jean-Louis Krivine, Roberto Di Cosmo ou encore Stefano Zacchiroli.